# Bima Suci
Le Bima Suci ou KRI Bima Suci est un navire-école  de la marine indonésienne dédié aux cadets de l'Indonesian Naval Academy (en), lancé en 2017 pour remplacer le légendaire Dewaruci (en service depuis 1953).

## Histoire
Le navire a été construit au chantier naval espagnol Construcciones Navales Paulino Freire (Freire Shipyard) à Vigo. La construction du navire a commencé le 16 novembre 2015 avec la première coupe d'une pièce d'acier et la quille du navire a été posée le 27 janvier 2016. 
Le lancement a eu lieu le 17 octobre 2016 en présence du ministre indonésien de la Défense Ryamizard Ryacudu, et du commandant de la marine Ade Supandi (en). Le navire est entré en service le 12 septembre 2017.
Pour son premier voyage, Bima Suci a quitté l'Espagne le 18 septembre 2017. Il y avait à bord 119 cadets de l'académie navale et 64  officiers. Le 24 novembre 2017, le navire est arrivé à Surabaya.

## Caractéristiques techniques
Selon le projet technique, la longueur du navire est de 111,2 m, la longueur de la coque est de 93,2 m, la ligne de flottaison est de 78,4 m, la largeur de 13,65 m, le tirant d’eau de 5,95 m. Le trois-mâts barque possède 26 voiles pour une surface totale de 3,361 m2. La hauteur du pont principal est à 9,20 m de la ligne de flottaison. 
Les avantages du Bima Suci par rapport à son prédécesseur Dewaruci sont des moyens de navigation plus avancés, le dessalement de l'eau de mer, des moyens de communication modernes et la transmission de données numériques.

## Galerie

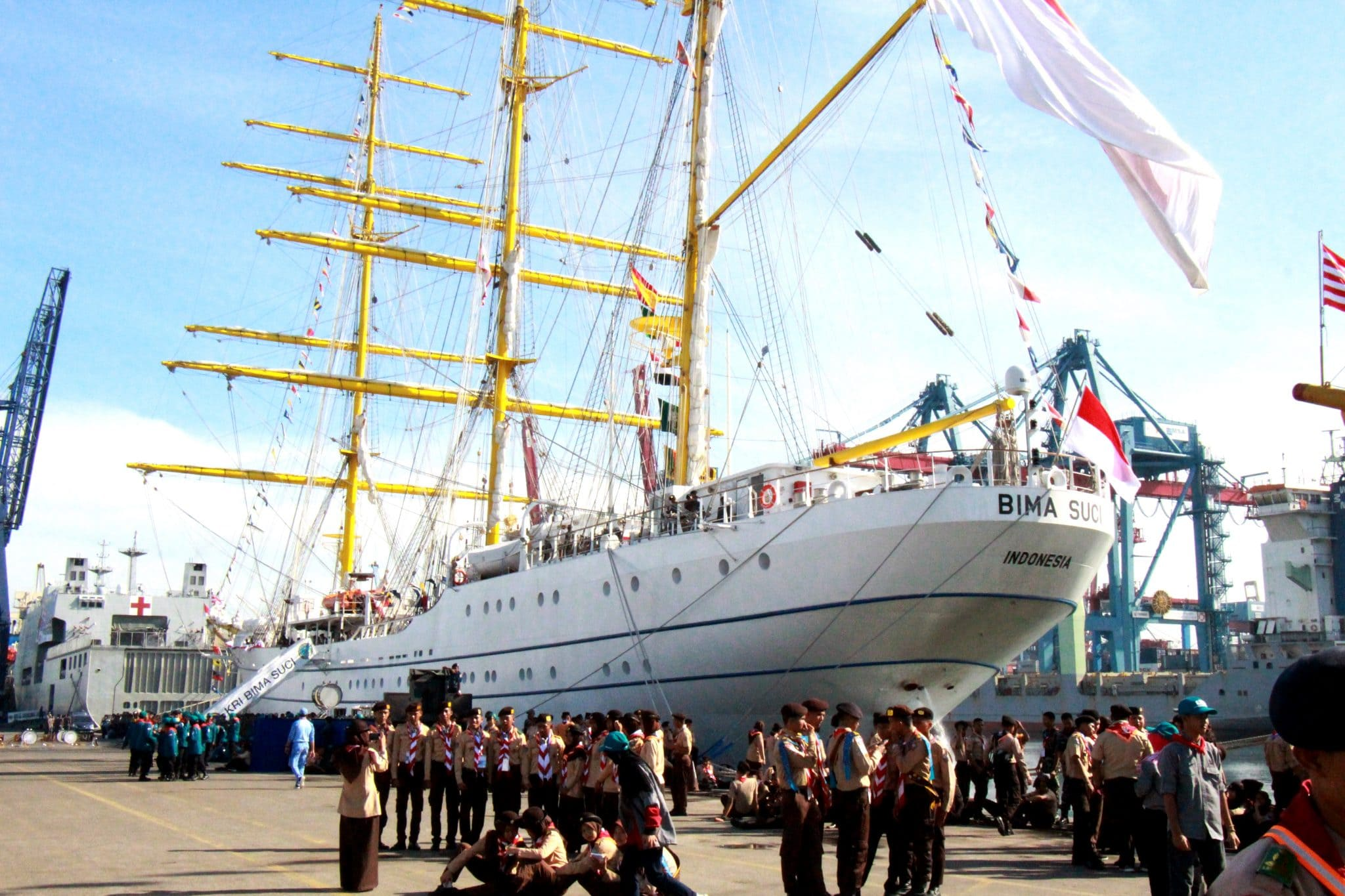
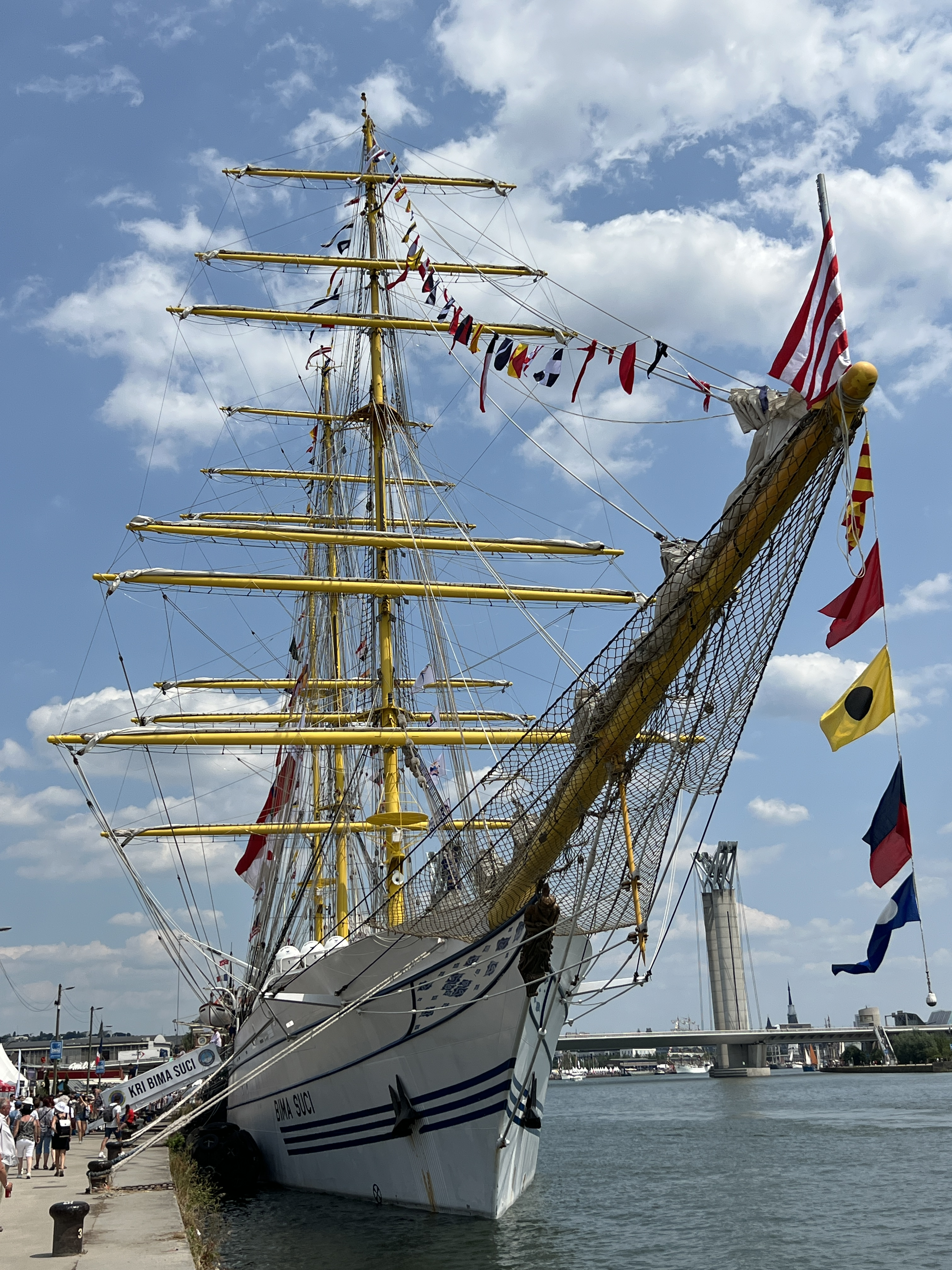

## Présence aux fêtes maritimes
- Armada Rouen 2023